# بيت دخان (الحصن)

تعديل مصدري - تعديل

بيت دخان هي إحدى قرى عزلة اليمانية العليا بمديرية الحصن التابعة لمحافظة صنعاء، بلغ تعداد سكانها 71 نسمة حسب تعداد اليمن لعام 2004.